# Ptochophyle polyniphes
Ptochophyle polyniphes là một loài bướm đêm trong họ Geometridae.